# 佐藤良輔
佐藤良輔（さとう りょうすけ、1901年4月19日 - 1991年4月10日）は、日本の経済学者。

## 略歴
静岡県生まれ。1923年専修大学経済学部卒、1961年「イギリス、アメリカ及び日本の手形交換制度の特質の比較研究」で専修大学経済学博士。東京銀行協会に入り、1949年交換部長、のち手形経済研究所長、大東文化大学経済学部教授。1971年定年。
1991年4月10日、肺炎のため死去。墓所は新宿区の源慶寺。

## 著書
- 『銀行実務講座 第13巻 手形交換』有斐閣 1956
- 『手形交換の実際』産業経済社 1956
- 『手形・小切手の常識と不渡問題』森山書店 1956
- 『手形小切手の不渡問答』文雅堂書店 1958
- 『手形・小切手の実務と不渡対策』森山書店 1961
- 『手形小切手の実務相談室』文雅堂書店 1962
- 『不渡手形』金融ジャーナル社 1965
- 『手形取引入門 不渡対策とその実例による』実業之日本社 実務入門シリーズ　1967
- 『イギリス・アメリカおよび日本の手形交換制度の特質の比較研究』大東文化大学東洋研究所 大東文化大学東洋研究所叢書 1970
- 『不渡り手形の対策 改定版』日本経済新聞社 日経文庫　1971
- 『3時間でわかる手形取引 手形・小切手の実務と不渡対策』実業之日本社 3時間シリーズ 1981

### 共編著
- 『横浜市勢要覧 隣接町村併合記念 紀元2587.11』編著 横浜市勢要覧出版部 1927
- 『不渡手形・小切手の対策と処置 並に手形・小切手の効用と実務』落合豊吉共著 金融通信社出版部 1950
- 『不渡手形・小切手』鈴木竹雄共著 青林書院 実務法律講座 1954
- 『不渡手形の常識』堀内仁,上原聡共著 ビジネス教育出版 1963

## 論文
- ＜佐藤良輔